# Inherent Vice (film)
Inherent Vice is een Amerikaanse film uit 2014 van regisseur Paul Thomas Anderson. De misdaadkomedie is gebaseerd op de gelijknamige roman van schrijver Thomas Pynchon. De hoofdrollen worden vertolkt door Joaquin Phoenix, Josh Brolin, Katherine Waterston en Reese Witherspoon.

## Verhaal
Het verhaal speelt zich af in de jaren 70. Larry "Doc" Sportello is een cannabis rokende privédetective die in Gordita Beach (Californië) woont en op een dag benaderd wordt door zijn ex-vriendin Shasta Fay Hepworth. Ze onthult dat ze een affaire heeft met de rijke vastgoedontwikkelaar Mickey Wolfmann. Maar Mickey's echtgenote Sloane en haar minnaar zijn van plan om hem in een psychiatrisch ziekenhuis te laten opnemen. Wanneer Shasta en Mickey vervolgens verdwijnen, probeert Doc te achterhalen wat er gebeurd is. Tijdens zijn onderzoek wordt hij zowel geholpen als gehinderd door verscheidene kleurrijke personages, waaronder de politieagent Christian "Bigfoot" Bjornsen, de advocaat Sauncho Smilax en de muzikant Coy Harlingen.

## Cast
- Joaquin Phoenix – Larry "Doc" Sportello
- Josh Brolin – Detective Christian "Bigfoot" Bjornsen
- Owen Wilson – Coy Harlingen
- Katherine Waterston – Shasta Fay Hepworth
- Reese Witherspoon – Assistent-aanklager Penny Kimball
- Benicio del Toro – Sauncho Smilax
- Jena Malone – Hope Harlingen
- Maya Rudolph – Petunia Leeway
- Martin Short – Dr. Rudy Blatnoyd
- Eric Roberts – Mickey Wolfmann
- Serena Scott Thomas – Sloane Wolfmann
- Michael K. Williams – Tariq Khalil
- Joanna Newsom – Sortilège
- Hong Chau - Jade
- Shannon Collis - Bambi
- Yvette Yates - Luz
- Belladonna - Clancy Charlock (als Michelle Sinclair)

## Productie
In december 2010 raakte bekend dat regisseur Paul Thomas Anderson het boek Inherent Vice van schrijver Thomas Pynchon wilde verfilmen. Aanvankelijk schreef hij een versie zonder verteller, later voegde Anderson het personage Sortilège als verteller toe aan het script. In september 2012 vergeleek de regisseur het project met een film van Cheech & Chong. Anderson, die het einde van het boek voor zijn film aanpaste, verklaarde ook dat hij zich had laten inspireren door de films The Big Sleep (1946), Kiss Me Deadly (1955), The Long Goodbye (1973), Up in Smoke (1978), Airplane! (1980) en Top Secret! (1984). Ook het stripverhaal Fabulous Furry Freak Brothers diende als inspiratiebron.
Acteur Robert Downey, Jr. werd aanvankelijk aan de hoofdrol gelinkt. In januari 2013 haakte de acteur af en ging de rol naar Joaquin Phoenix. Enkele maanden later beweerde Downey Jr. dat Anderson hem te oud vond om Doc Sportello te vertolken. In mei 2013 werden Benicio del Toro, Reese Witherspoon, Martin Short, Jena Malone, Josh Brolin en Katherine Waterston aan de cast toegevoegd. Ook Andersons partner Maya Rudolph kreeg een rol in de film.
De opnames gingen in mei 2013 van start en eindigden in augustus 2013. Er werd in onder meer San Fernando Valley, Malibu, Chinatown en Pasadena gefilmd.
Op 6 februari 2014 werd bekendgemaakt dat Jonny Greenwood de soundtrack zou componeren. Op 4 oktober 2014 ging Inherent Vice in première op het New York Film Festival.

## Prijzen en nominaties
| Prijs                    | Categorie                                         | Genomineerde(n)        | Resultaat   |
| ------------------------ | ------------------------------------------------- | ---------------------- | ----------- |
| Academy Award            | Best Adapted Screenplay                           | Paul Thomas Anderson   | Genomineerd |
| Academy Award            | Best Costume Design                               | Mark Bridges           | Genomineerd |
| Critics' Choice Award    | Best Supporting Actor                             | Josh Brolin            | Genomineerd |
| Critics' Choice Award    | Best Adapted Screenplay                           | Paul Thomas Anderson   | Genomineerd |
| Critics' Choice Award    | Best Art Direction                                | David Crank, Amy Wells | Genomineerd |
| Critics' Choice Award    | Best Costume Design                               | Mark Bridges           | Genomineerd |
| Golden Globes            | Best Actor in a Motion Picture, Musical or Comedy | Joaquin Phoenix        | Genomineerd |
| National Board of Review | Best Adapted Screenplay                           | Paul Thomas Anderson   | Gewonnen    |
| National Board of Review | Top Ten Films                                     | Top Ten Films          | Gewonnen    |
| Satellite Awards         | Best Actress in a Supporting Role                 | Katherine Waterston    | Genomineerd |
| Satellite Awards         | Best Screenplay, Adapted                          | Paul Thomas Anderson   | Genomineerd |
| Satellite Awards         | Best Cinematography                               | Robert Elswit          | Genomineerd |